# Gaucha fasciata
Gaucha fasciata är en spindeldjursart som beskrevs av Cândido Firmino de Mello-Leitão 1924. 
Gaucha fasciata ingår i släktet Gaucha och familjen Mummuciidae. Inga underarter finns listade i Catalogue of Life.